# Yuan Qing
Yuan Qing est une réalisatrice chinoise née en 1987.

## Biographie
Après ses études à l'Académie du cinéma de Pékin, Yuan Qing a travaillé comme monteuse. Son premier long métrage, tourné en Malaisie, 3 Aventures de Brooke, a été présenté à la Mostra de Venise 2018 et a été récompensé la même année au festival des trois continents.

## Filmographie
- 2012 : Huma Vessel (court métrage)
- 2018 : 3 Aventures de Brooke